# Deryk Osthus
Deryk Simeon Osthus (* 1974) ist ein britischer Mathematiker. Er befasst sich besonders mit extremaler und probabilistischer Graphentheorie.

## Leben
Osthus erhielt 1996 seinen Bachelor-Abschluss und 1997 sein Certificate of Advanced Studies in Mathematics (Tripos-Prüfungen) an der Universität Cambridge und wurde 2000 an der Humboldt-Universität Berlin bei Hans Jürgen Prömel promoviert (On the evolution of random discrete structures) und blieb dort bis 2004 als Post-Doktorand (Habilitation 2004). 2004 wurde er Lecturer und 2012 Professor für Graphentheorie an der University of Birmingham.
2011 bewies er mit Daniela Kühn und Richard Mycroft die Vermutung von Sumner über Turniergraphen (Jeder Turniergraph von 2n-2 Knoten enthält jeden beliebigen orientierten Graphen mit n Knoten).
2003 erhielt er mit Daniela Kühn den European Prize in Combinatorics für viele Resultate in der zentralen Sparte der Graphentheorie, die sich mit Graphen-Minoren und zufälligen Strukturen befasst, speziell in Verbindung mit Hadwigers Vermutung. 2014 erhielten Kühn und Osthus den Whitehead-Preis. Für 2021 wurde beiden gemeinsam mit anderen Autoren ein Fulkerson-Preis der American Mathematical Society zugesprochen.
2014 war er eingeladener Sprecher auf dem Internationalen Mathematikerkongress in Seoul (Hamilton cycles in graphs and hypergraphs: an extremal perspective, mit Daniela Kühn).

## Schriften
- mit Daniela Kühn, Richard Mycroft: An approximate version of Sumner's universal tournament conjecture, Journal of Combinatorial Theory, Series B, Band  101, 2011, S. 415–447
- mit Daniela Kühn, Richard Mycroft: A proof of Sumner's universal tournament conjecture for large tournaments, Proceedings of the London Mathematical Society, Third Series, Band  102, 2011, S. 731–766, Arxiv